# Gouda (fromage)
Pour la ville des Pays-Bas, voir Gouda.
Le gouda (en néerlandais : Goudse kaas, « fromage de Gouda ») est l'un des fromages les plus connus des Pays-Bas. Il tient son nom de la ville de Gouda, en Hollande-Méridionale, où il était traditionnellement commercialisé.
Sa meilleure période de consommation s'étend de mai à octobre.

## Fromage fermier et fromage industriel

### Fabrication du fromage fermier
Le gouda est fabriqué à partir de lait entier issu de vache de race Holstein. Leur lait est mélangé à de la présure et à des bactéries fermentaires. Ce mélange est mis au repos pendant deux heures environ. Pendant ce temps, les protéines du lait caillent. Le caillé est ensuite tranché et travaillé de façon à former des petits morceaux, qui seront ensuite mis dans des moules et passés sous une presse afin d'évacuer le petit lait. Les fromages moulés sont ensuite mis au repos puis dans des bains de saumure. À la sortie des bains, les fromages sont recouverts de paraffine pendant leur affinage. Un petit fromage est affiné en quinze jours, les plus gros mettent huit mois. Le gouda peut contenir des épices diverses.
Le gouda est entré dans la composition de La vache qui rit à ses origines.

### Forme, couleurs et composition
Un fromage de Gouda est en forme de roue, a une masse d'environ 15 kilogrammes pour un taux de matières grasses sur extrait sec d'au moins 48 % (normalement aux environs de 51 %). Il y a 81 % de gouda blanc, les autres types minoritaires sont le jaune, rouge et orange. La couleur varie en fonction de son affinage : après deux ans, il montre « des reflets de soleil couchant ».
Le gouda fermier préparé avec du lait non pasteurisé est généralement appelé boerenkaas, du néerlandais Boer, fermier et Kaas, fromage. Ce fromage est appelé « Présent » en France.
Le temps d'affinage varie généralement de deux semaines à deux ans. Il existe aussi un gouda de Noël, affiné autour de trente-six mois. Ce gouda « extra-vieux » s'appelle « brokkelkaas ».   	

### Production, marché et consommation
En 1862, ce fromage était considéré comme l'un des meilleurs des Pays-Bas. En 1968, les exportations de gouda néerlandais sont suspectées en Europe d'être à l'origine des difficultés économiques rencontrées par les industries fromagères belge et française. En 1978, une campagne de publicité dans le métro parisien a pour slogan « Gouda hollandais : le fromage aux cent façons ». Au début des années 1980, le gouda et la ville éponyme figurent dans une campagne de publicité télévisée française qui désigne « la Hollande », comme « l'autre pays du fromage ».
Depuis 2019, le gouda peut être fabriqué partout dans le monde. Il était par exemple produit en France par des familles d'origine néerlandaise en 2020 en Mayenne et en 2021 à Sonzay,. En République démocratique du Congo, depuis les années 2010, un gouda est fabriqué près de Masisi,,.
Depuis 2010, en vertu d'un règlement de l'Union européenne, le gouda produit aux Pays-Bas doit être désigné sous le label Gouda Holland, une indication géographique protégée.
L'Accord économique et commercial global signé en 2016 entre le Canada et l'Union européenne a notamment eu pour conséquences l'augmentation d'une diversité de goudas et la distribution plus régulière de ce fromage au Canada. En 2004, selon une étude du groupe Agéco, consultant dans le secteur agroalimentaire, près de 9% des Canadiens se déclaraient consommateurs de ce fromage.
Peu après le Brexit, conclu en 2020, le quotidien The Guardian estimait que la période pendant laquelle le Royaume-Uni était membre de l'Union européenne avait vu les Britanniques développer un goût pour le gouda hollandais comme pour la feta grecque.

### Processus de production

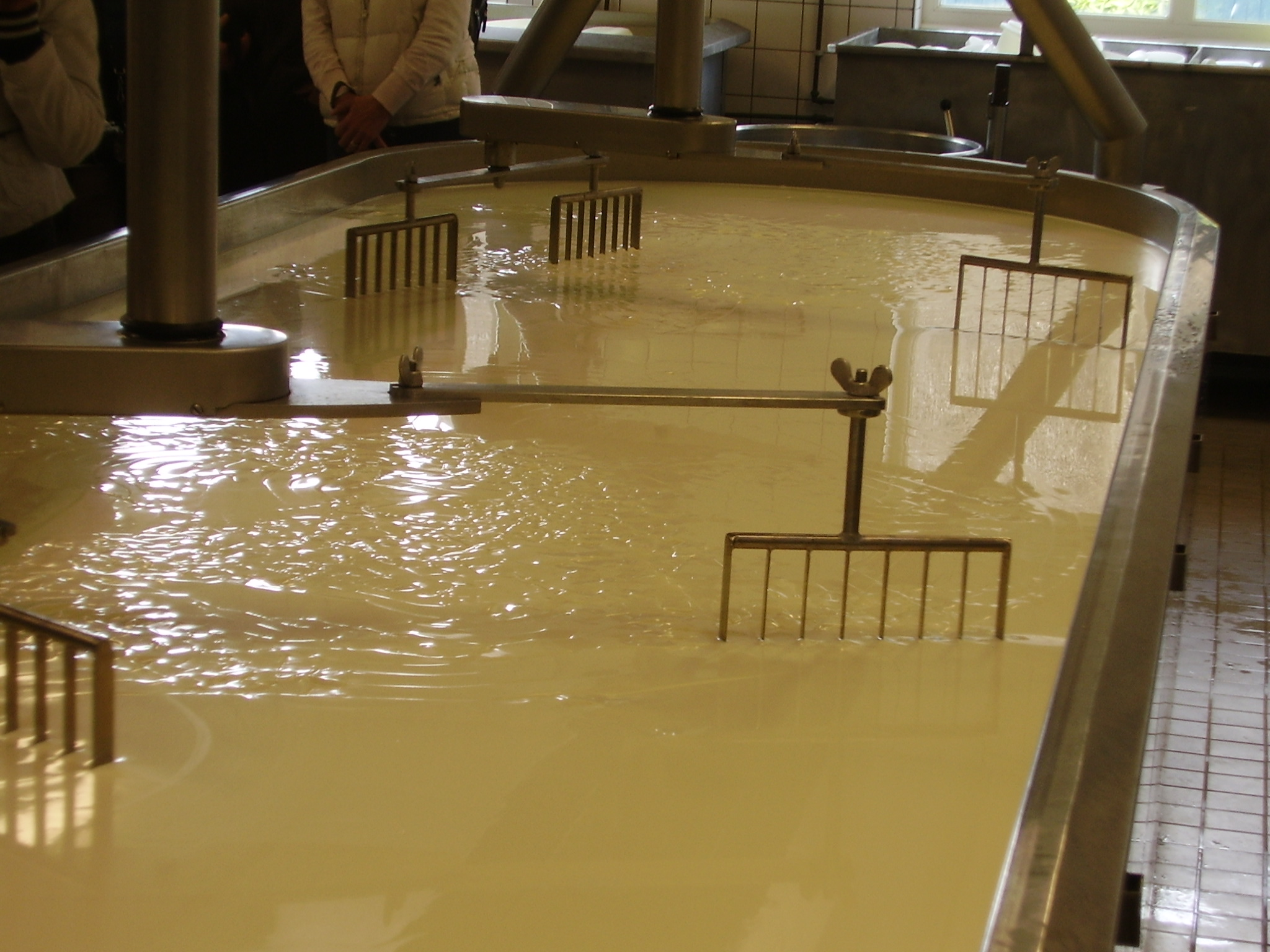
Fractionnement du lait caillé.
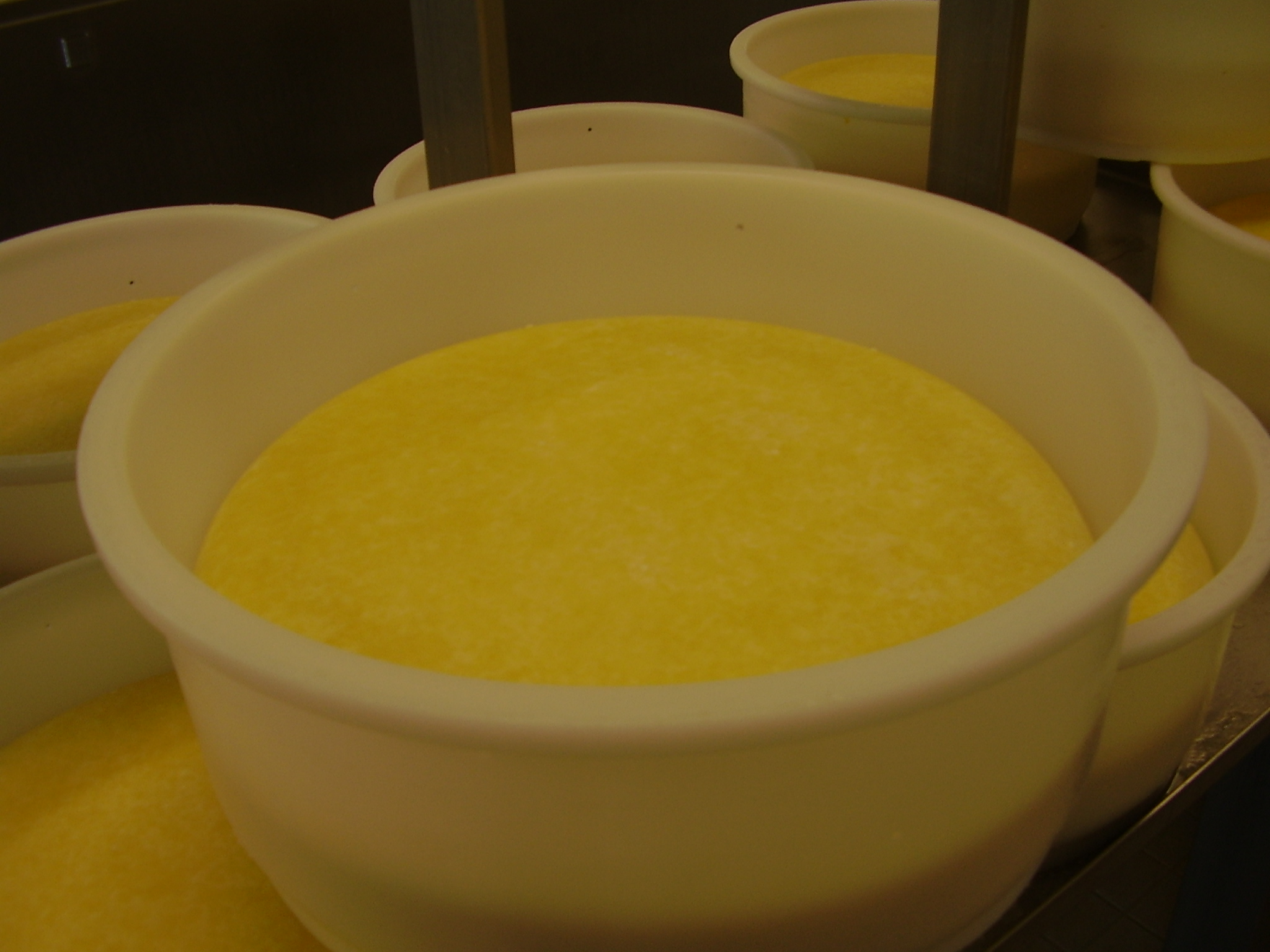
Moulage.
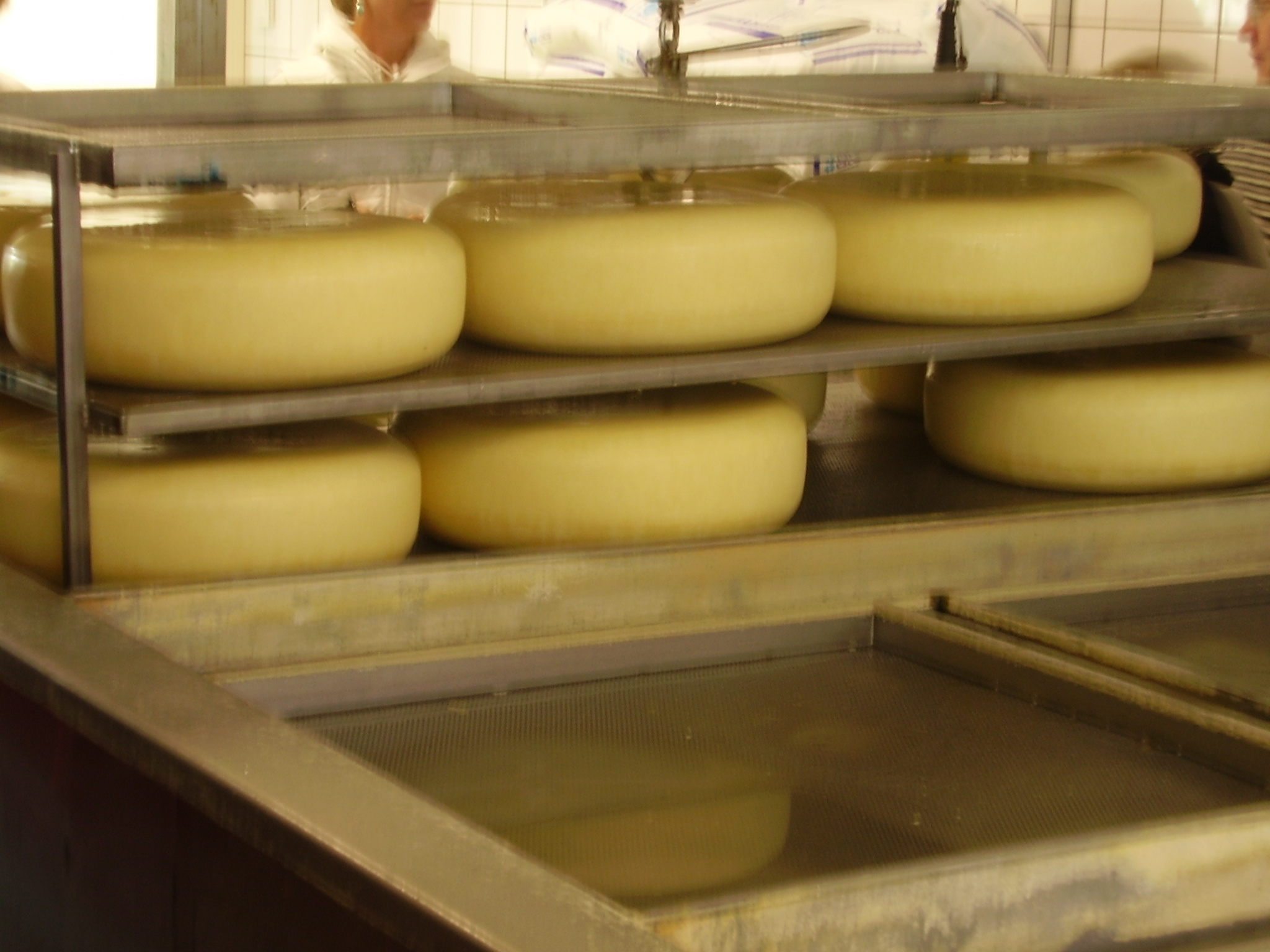
Immersion en bain.
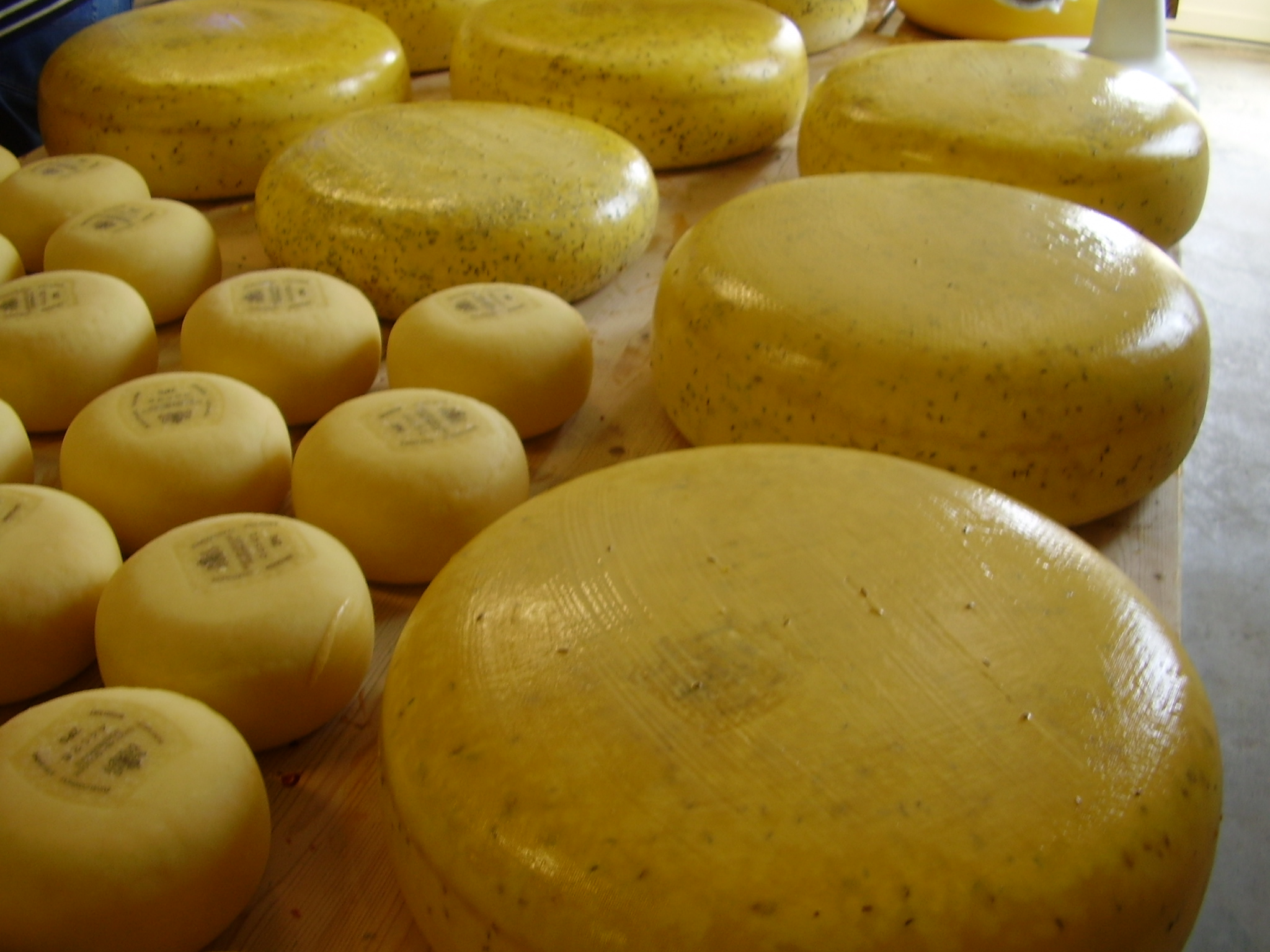
Affinage.
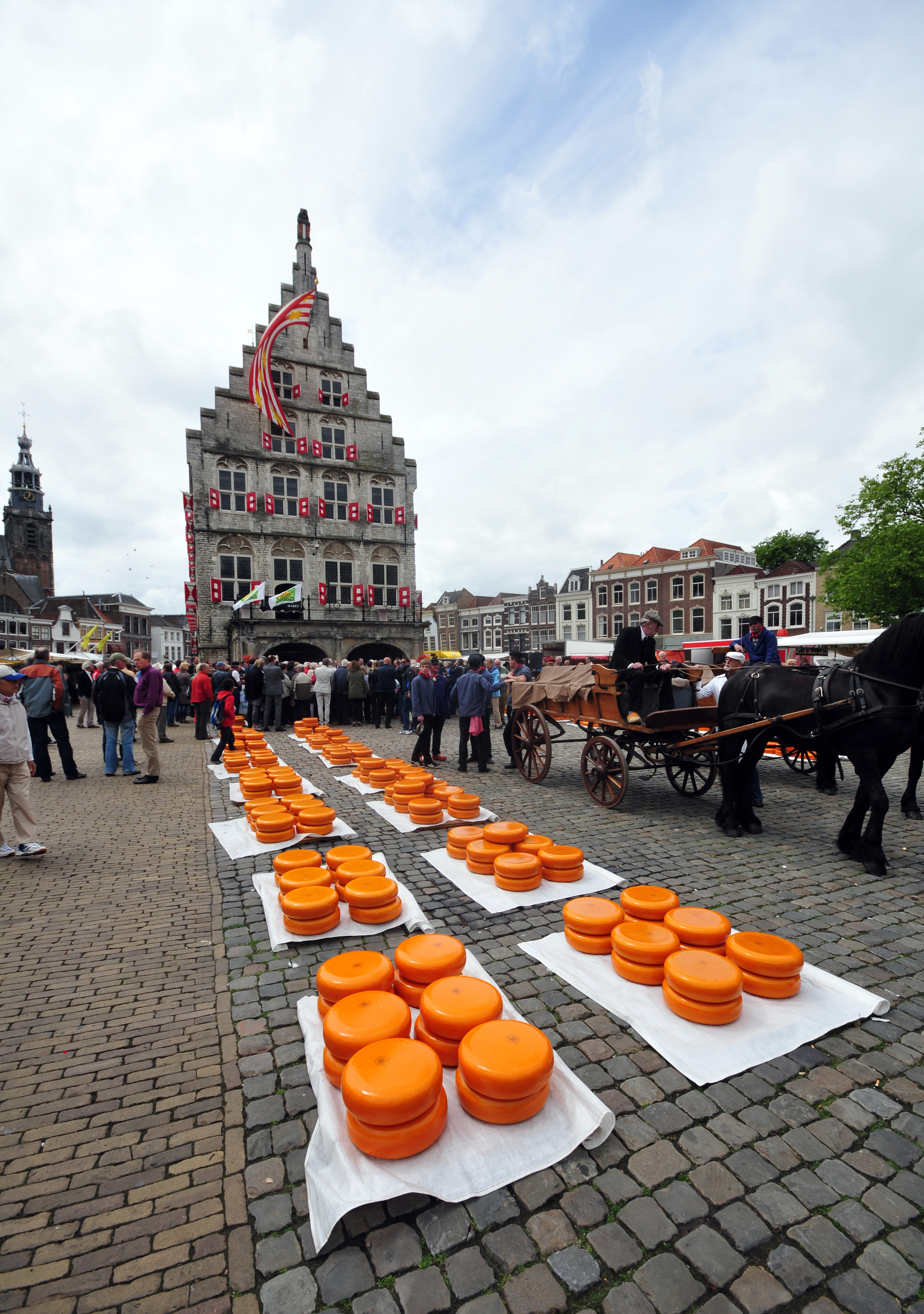
Marché aux fromages à Gouda.